# 空戰奇兵7 未知天際
《空戰奇兵7 未知天際》（又译作）是由万代南梦宫娱乐旗下Project Aces團隊开发的空战模拟游戏，本作是皇牌空战系列第8部本傳游戏，也是系列首度於第八世代游戏机平台發行，支持PlayStation VR。作為《皇牌空战6 解放的战火》的續作，游戏使用虚幻引擎4開發。遊戲於2019年1月17日在PlayStation 4和Xbox One平台發售，並於同年2月1日推出Microsoft Windows版本。任天堂Switch移植版于2024年7月发售。截至2021年，本作的累計銷量已超過250萬套，立下全系列中的新高銷售紀錄。

## 故事大綱
在《皇牌空战04 破碎的天空》和《皇牌空战5 未被歌颂的战争》事件結束後的2019年，曾經遭到戰火洗禮的尤西亞（Usea）大陸的國家愛爾吉亞聯邦共和國（Federal Republic of Erusea）變更國體成為君主政權，改國號為愛爾吉亞王國（The Kingdom of Erusea）。而在尤西亞大陸西方、隔著斯普林海的另一邊，歐西亞的超級大國歐西亞聯邦（Osean Federation）以發展人類航太事業、幫助尤西亞諸國從隕石Ulysses1994XF04墜落災難以及該災難後所爆發的戰爭中復興為理由，除了主導成立以歐西亞國防軍為主力的國際聯合國維和部隊（IUN-PKF）進駐尤西亞大陸，還在原愛爾吉亞領土的國際聯合國託管地建設了太空軌道電梯「燈塔」（Lighthouse）。
愛爾吉亞皇室譴責歐西亞聯邦派兵進駐尤西亞大陸及興建「燈塔」的行為嚴重侵犯愛爾吉亞王國的主權，令愛爾吉亞與歐西亞聯邦之間的關係趨於緊張。2019年5月，愛爾吉亞皇家軍隊憑藉著新銳科技的加持，以無人機發動閃擊戰，在幾乎沒有造成非戰鬥人員傷亡的情況下攻擊並癱瘓了歐西亞聯邦在本土與尤西亞的幾乎所有軍事基地或設施，包括還在造船廠或船塢興建與維修的航空母艦。同步也出兵攻入託管地佔領了「燈塔」，並控制了原本由歐西亞聯邦開發的、用於整備及維護「燈塔」超大型無人機－軍械巨鳥，並將其改裝為「無人航空母機」。如上種種行動讓歐西亞聯邦派出海軍航母戰鬥群對愛爾吉亞王國首都法班提（Farbanti）進行無差別轟炸以為報復，兩國同時互相宣布斷交及宣戰，被後世稱為「燈塔戰爭」（Lighthouse War）的大戰於焉爆發。
在本遊戲中，玩家將飾演歐西亞國防空軍第508「法師中隊」（OADF 508th Squadron "Mage"）的戰鬥機飛行員「扳機」（Trigger），他原先是作為國際聯合國維和部隊的一份子轉戰各地，但在針對「燈塔」的一次突擊暨搶救重要人物作戰中，因為被指認涉嫌擊落重要人物（歐西亞聯邦前總統、「燈塔」興建計劃主持人文森·哈林）的座機並致其喪命而遭判刑，發配到番號為第444「後援者」中隊（OADF 444th Squadron "Spare"）的空軍懲戒部隊中服刑，為歐西亞國防軍在戰爭中從事各種非軍方公認的困難任務來贖罪。其間，「扳機」因為其座機的垂直尾翅上漆有三道白線，並在戰鬥中展現出高超的戰技，即使面對有著高級人工智慧的無人機也能與之抗衡並全身而退，而逐漸在敵我雙方陣營以「三條線」（Three Strike）的名號聞名。隨後他受到歐西亞空軍新建部隊「長程戰略打擊群」（LRSSG）指揮官的賞識，破格具保延攬入隊並任命為打擊群麾下其中一個中隊的隊長，燈塔戰爭中的「三條線傳奇」，就此開始......。

## 開發
《空戰奇兵7 未知天際》採用Epic Games公司開發的虚幻引擎4來製作，使用trueSKY技術來呈現遊戲中出現自然景觀與天氣狀況。本作還新增了「雲層互動」，不同性質的雲及氣候狀況會影響戰機的操作，例如過厚的雲層會阻礙玩家的視線但也會掩蓋住玩家操控的飛機。
本作的製作人由河野一聰擔任，參與《皇牌空战04 破碎的天空》及《皇牌空战5 未被歌颂的战争》的片渕須直擔任編劇，音樂一樣由小林啓樹負責。

## 發行
本作于2015年12月在PlayStation Experience 2015上首次发布。原先預定於2017年推出，後來延期至2018年，遊戲最終於2019年正式發售。中文版的消息於2017年台北國際電玩展上宣布。
遊戲早期購買特典還附贈操作機體「F-4E 幽靈 II 戰鬥機」以及前作遊戲的特典序號，PlayStation 4版本贈送2004年在PlayStation 2平台上推出的《皇牌空战5 未被歌颂的战争》移植版，Xbox One則收錄2007年發售於Xbox 360平台的《皇牌空战6 解放的战火》向下兼容版。

## 評價
| 汇总媒体   | 得分                                |
| ---------- | ----------------------------------- |
| Metacritic | PS4：80/100 XONE：79/100 PC：78/100 |

| 媒体          | 得分   |
| ------------- | ------ |
| Game Informer | 8/10   |
| GameSpot      | 9/10   |
| IGN           | 7.0/10 |
| Fami通        | 35/40  |
| Everyeye.it   | 8/10   |
| Gamers Heroes | 6/10   |
| Gameplanet    | 6.0/10 |

《空戰奇兵7 未知天際》普遍受到遊戲媒體的一致好評。Game Informer、Everyeye.it表示本作沒有辜負皇牌空战系列這個系列的招牌，GameSpot的編輯Edmond Tran讚揚飛機之間的纏鬥令人興奮且VR模式的體驗令人驚艷。Eurogamer給予遊戲推薦評價。
但也有部分媒體覺得《空戰奇兵7 未知天際》過於保守，Gamers Heroes覺得遊戲沒有創新且缺乏讓玩家興奮的要素，IGN表示遊戲莫名的故事和溝通不良的目標會影響遊戲體驗，VR模式任務提供的飛機與武器少到讓人失望，Gameplanet給予遊戲「停滯不前」的評價並直言《空戰奇兵7 未知天際》提醒了玩家該類型遊戲讓人失去興趣的原因
遊戲在發售不久後因為一隻狗（JPEG dog）而成為網路熱門話題，有玩家在玩遊戲時發現過場動畫中的狗一動也不動，好像一張圖，於是乎這隻狗便成了玩家惡搞的對象，北歐万代南梦宫娱乐於推特上表示牠是一隻勤奮聽話的狗狗，非常忠心。河野一聰則說這隻狗是開發人員養的寵物，在拍照後不久去世了，「很高興大家都知道牠，祝牠好好休息吧」。

### 銷量
本作在英國的實體銷售量位居當週第2名，打破皇牌空战系列在英國的首周銷量，當中又有76%的銷售額屬於PlayStation 4版本。而在日本，以202,379的銷量成為當週第1名。本作於亞洲銷售突破50萬份。
至2021年1月，游戏发售两周年之际，本作的全球累計銷量已超過250萬套，立下全系列中的新高銷售紀錄。而至2025年1月，本作发行6周年，发行商万代公开其累计销量达600万份。
| 公布时间   | 销量    | 备注                                       |
| ---------- | ------- | ------------------------------------------ |
| 2020-06-30 | 200万份 |                                            |
| 2021-01-18 | 250万份 | 发售两周年                                 |
| 2021-08-18 | 300万份 |                                            |
| 2022-11-17 | 400万份 | 与电影捍衛戰士：獨行俠上映而进行的互动有关 |
| 2023-11-23 | 500万份 |                                            |
| 2025-01-17 | 600万份 | 发售6周年                                  |